# Woinic
Woinic est une sculpture de sanglier géant réalisé par le sculpteur ardennais Éric Sléziak entre le 1er janvier 1983 et le 15 décembre 1993. Il s'agit d'une œuvre monumentale, représentant  un sanglier, l'emblème du département français des Ardennes, et installée sur une aire d'autoroute.

## Description
La structure en tige d'acier est couverte de milliers de petites plaques soudées une à une. L’œuvre mesure 8,5 m de haut, 5 m de large et 14 m de long pour un poids de 50 tonnes,. Elle a nécessité 11 ans de travail. La statue a été créée à Bogny-sur-Meuse qui se trouve aussi dans les Ardennes

## Origine du nom
Le nom « Woinic » est la contraction des prénoms des parents du sculpteur, Woidouche et Nicole.
En dialecte ardennais, l'œuvre est nommée « la statüe du Woinic ».

## Installation

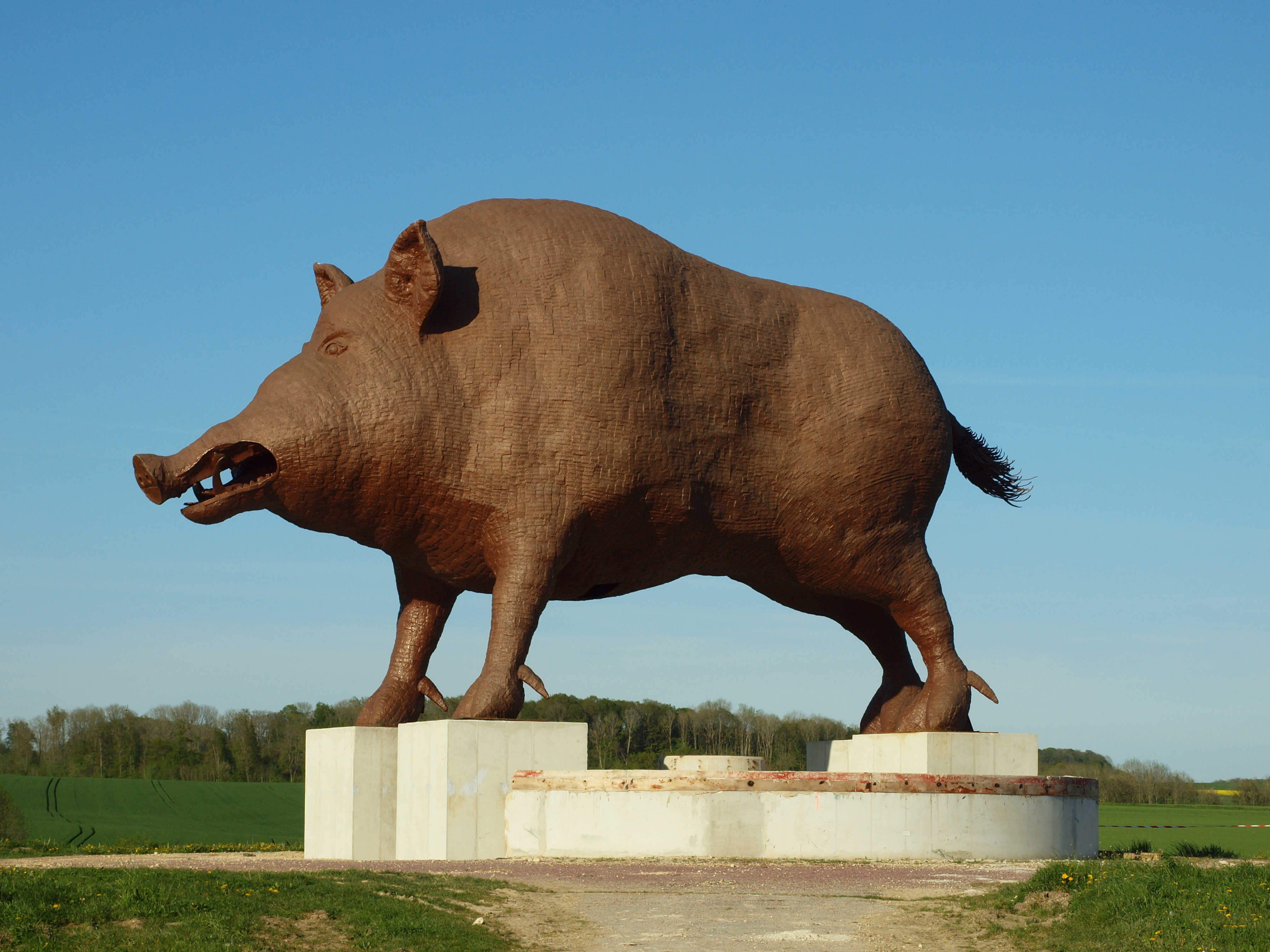
Woinic est devenu un symbole des Ardennes.

Le coût total de l'acquisition par le Conseil Général des Ardennes a été définitivement fixé à 600 000 euros HT. Les coûts de déplacement et d'installation sur sa plate-forme pivotante avoisinent 150 000 euros HT.
Woinic a quitté l'atelier de Bogny-sur-Meuse de son créateur Éric Sléziak pour être implanté le 7 août 2008 à 21 h sur l'aire d'autoroute de l'A34, à 10 km au nord de Rethel et 30 km au sud de Charleville-Mézières, près du hameau de Saulces-aux-Tournelles dans la commune de Saulces-Monclin. L'installation marquait le 8 août 2008, journée du département des Ardennes (8-8-8). Cette aire baptisée « Aire des Ardennes (Woinic) » symbolise la porte d'entrée de la région naturelle des Ardennes. Elle fut ouverte le 1er décembre 2009.
En 2016, le socle de Woinic connait des travaux à hauteur de 520 000 euros en raison des problèmes de répartition non homogène de son poids,. Durant ces travaux le socle de la sculpture a été définitivement scellé, il pivotait initialement 6 fois par heure. Le conseil départemental en profite le 1er avril pour plaisanter en annonçant que la sculpture allait être remplacée par « le plus gros bretzel de l'univers ». D'autre part, ces travaux sont aussi l'occasion de travaux d’aménagement de l'aire d'autoroute. Le site rouvre enfin au public le 14 juillet.
Woinic est devenu une marque déposée par le conseil départemental des Ardennes pour ses produits dérivés.

## Accueil
Le déplacement du monument, de l'atelier de son créateur à l'aire d'autoroute, a suscité l'intérêt et la curiosité. Le site a connu une belle affluence les premières années, 5 000 visites par jour, qui s'est ensuite tassée. Cette symbolique du territoire a semblé être appréciée : « Woinic, c’est bien, ce n’est pas une œuvre d’art abstraite. Il a du sens et on sait pourquoi il est là. ». Des produits dérivés ont été créés.
Le conseil départemental des Ardennes précise que 52 864 visiteurs sont venus voir Woinic en 2015. Cette même année, des jetons touristiques du colosse des Ardennes disponibles sur l'aire d’autoroute ou à la vitrine des Ardennes à Charleville sont frappés par la Monnaie de Paris.
L'historien de l'art Thomas Schlesser est critique sur la qualité esthétique de la réalisation : « Du point de vue de l’art animalier, il faut avouer que l’œuvre est d’une épouvantable médiocrité. La mollesse de la gueule, le tracé hasardeux des yeux, la raideur de la silhouette l’apparentent à un gigantesque jouet inoffensif plutôt qu’à un animal vigoureux. ».

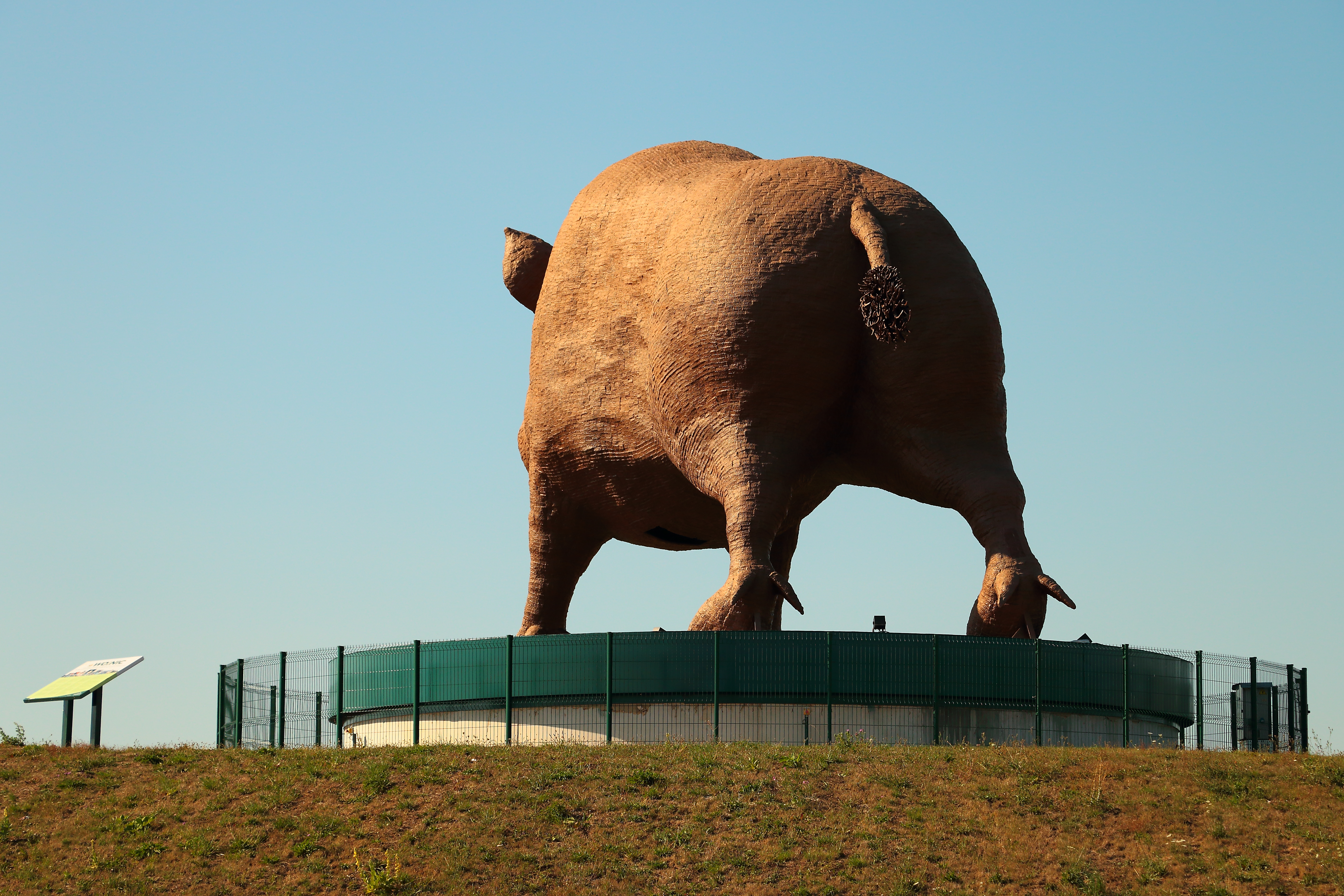
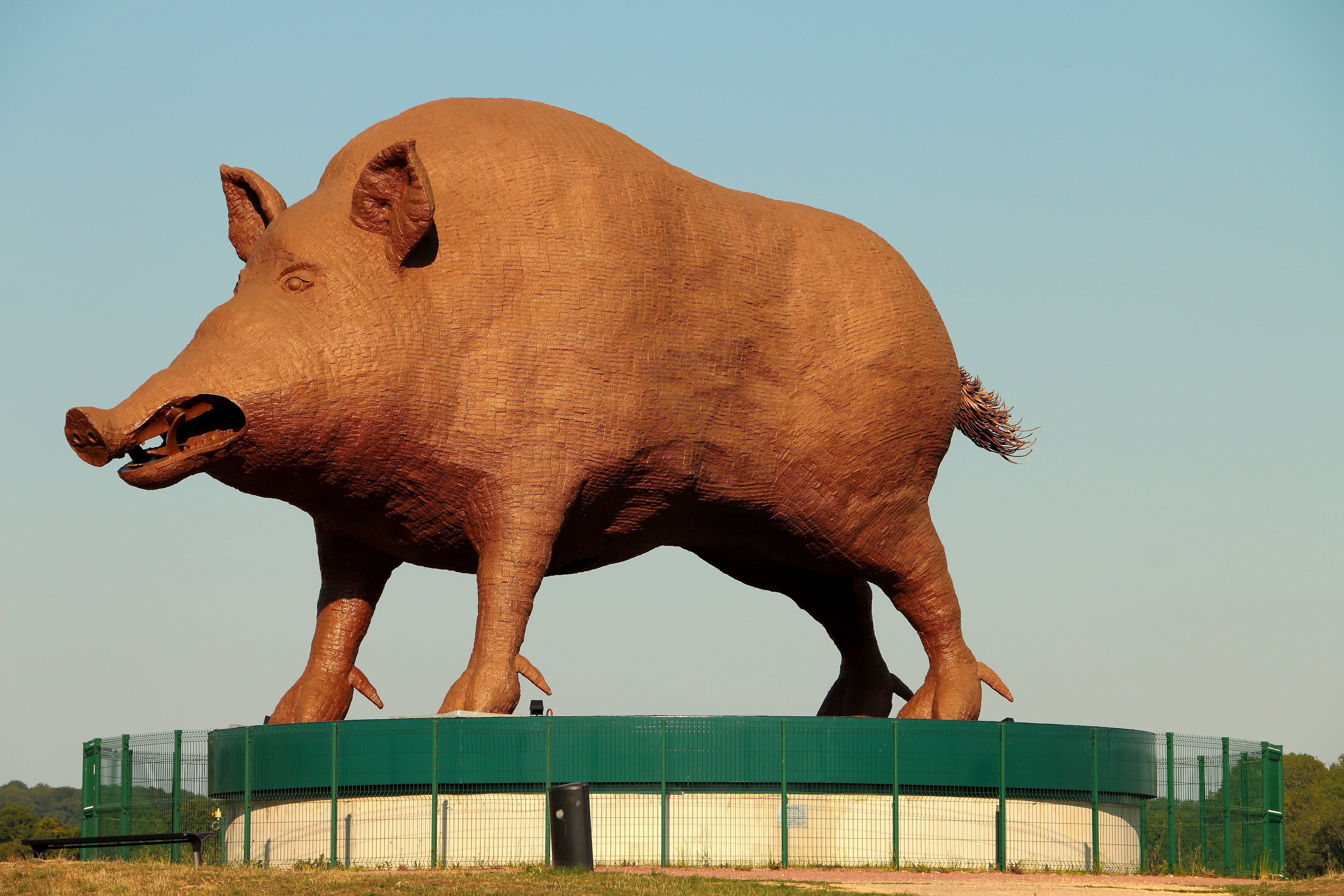
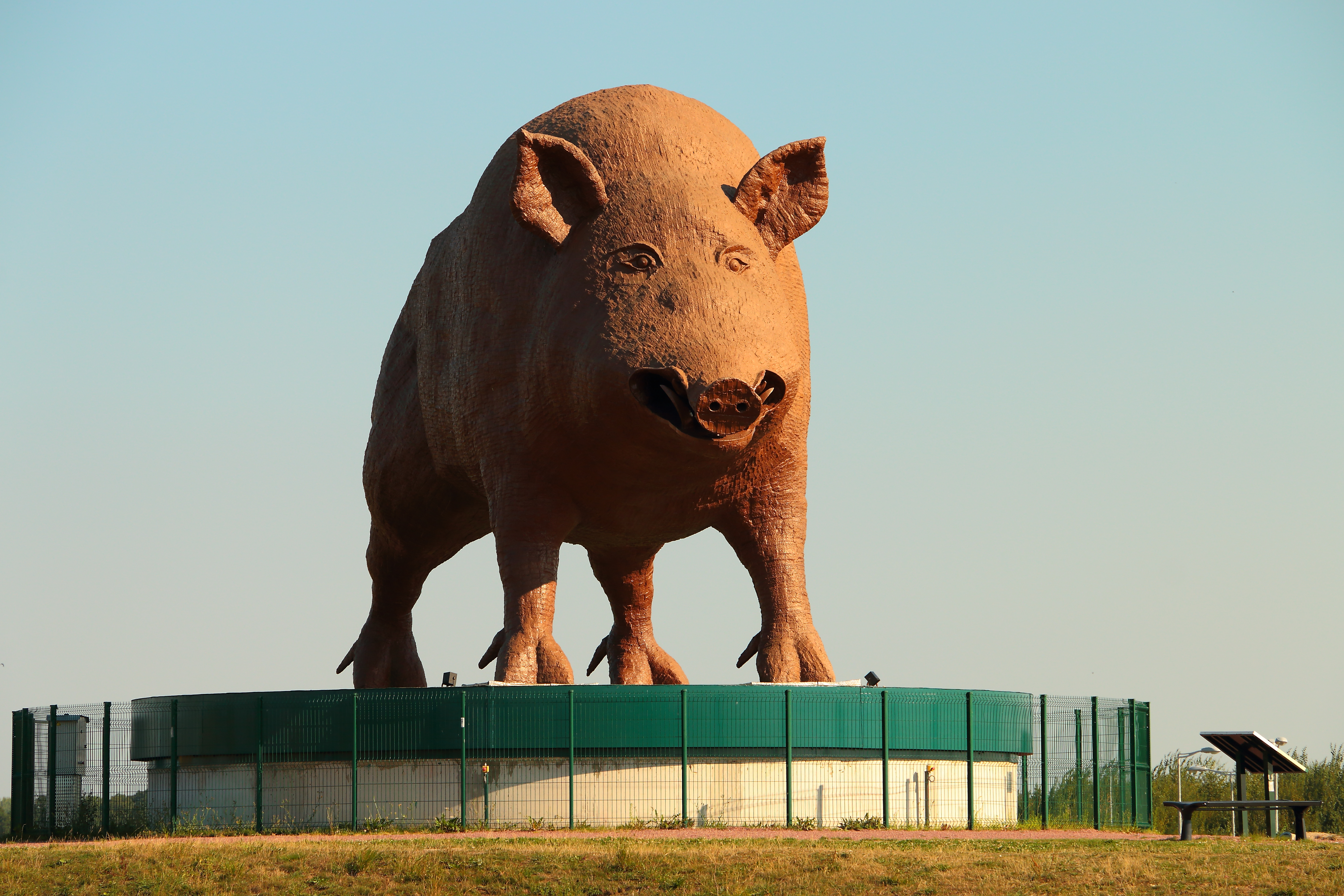